# Mærsk Mc-Kinney Møller (schip, 2013)
De Mærsk Mc-Kinney Møller is een containerschip van de Deense A.P. Møller-Mærsk Group.
Het in juli 2013 in dienst gekomen schip was bij ingebruikname het grootste containerschip ter wereld uitgedrukt in TEU container laadcapaciteit. De lengte van 399 meter maakte het toen ook het langste schip in actieve dienst. De Mærsk Mc-Kinney Møller werd gebouwd in Zuid-Korea door Daewoo Shipbuilding & Marine Engineering (DSME). Het schip is genoemd naar de in 2012 overleden Arnold Mærsk Mc-Kinney Møller, die van 1965 tot 1993 bestuursvoorzitter was bij Maersk. Het schip is het eerste in een serie van twintig te bouwen identieke schepen.
Het schip heeft een laadcapaciteit van 18.270 TEU containers en kan een maximumsnelheid van 23 knopen bereiken. De bemanning bestaat normaal gesproken uit negentien personen.